# Il bosco degli urogalli
Il bosco degli urogalli è una raccolta di racconti di Mario Rigoni Stern scritti tra il 1958 e il 1962, pubblicata nel 1962.

## Edizioni
- Mario Rigoni Stern, Il bosco degli urogalli, Einaudi, 2000,  p. 180.